# Friedhofsbach
Der Friedhofsbach ist ein gut einen Kilometer langer und rechter Zufluss des Pulverbachs in Saarbrücken.

## Geographie

### Verlauf
Der Friedhofsbach entspringt in Saarbrücken in einer Brache westlich des Hauptfriedhofes unweit der Ecke Dr. Vogeler-Straße/Metzer Straße auf einer Höhe von 220 m ü. NHN.
Der Bach fließt zunächst in Richtung Nordwesten zwischen dem Hauptfriedhof und einem Tierfriedhof durch die Brache, wechselt dann nach Norden, läuft danach westlich des Friedhofes in einem Mischwald durch das Habsterwiesental und mündet schließlich auf einer Höhe von  203 m in den Drahtzugweiher.
Sein rund 1,2 km langer Lauf endet ungefähr 17 Höhenmeter unterhalb seiner Quelle, er hat somit ein mittleres Sohlgefälle von etwa 14 ‰.

### Einzugsgebiet
Das 1,11 km² große Einzugsgebiet des Friedhofsbachs wird durch ihn über den Pulverbach, die Saar, die Mosel und den Rhein zur Nordsee entwässert.
Im  Einzugsgebiet liegt das Landschaftsschutzgebiet Drahtzugweiher und das Habsterwiesental.

## Geologie
Das Tal des Friedhofsbachs liegt im Mittleren Buntsandstein einer lithostratigraphischen Untergruppe des Buntsandsteins der Germanischen Trias.

## Natur und Umwelt
Das Wasser des Friedhofsbachs ist durch gelöste Nährstoffe aus ungeklärten Abwässern belastet.
Am Unterlauf des Baches wachsen  Erlenwälder mit Schwarzerlen, Eschen, Silberweiden und Bastardpappel und unten in der Krautschicht gedeihen die Brennnessel, der Schilfröhricht, das Zittergras, die Rasenschmiele, das Pfaffenhütchen, der Nelkenwurz und das Klettenlabkraut.
Beobachtet wurden u. a. Nachtfalter und Teichrohrsänger.

Friedhofsbach im Landschaftsschutzgebiet „Drahtzugweiher und das Habsterwiesental“
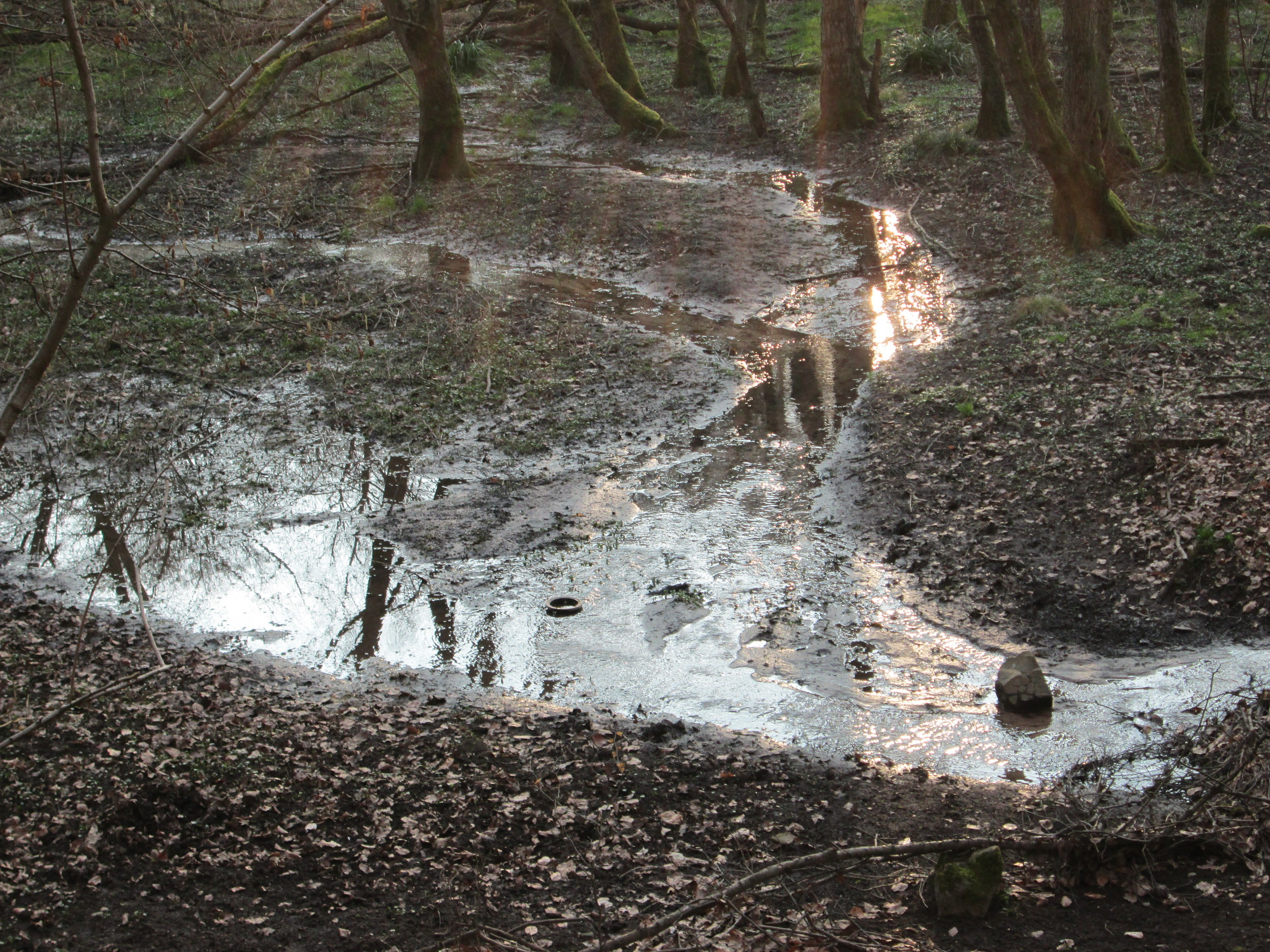
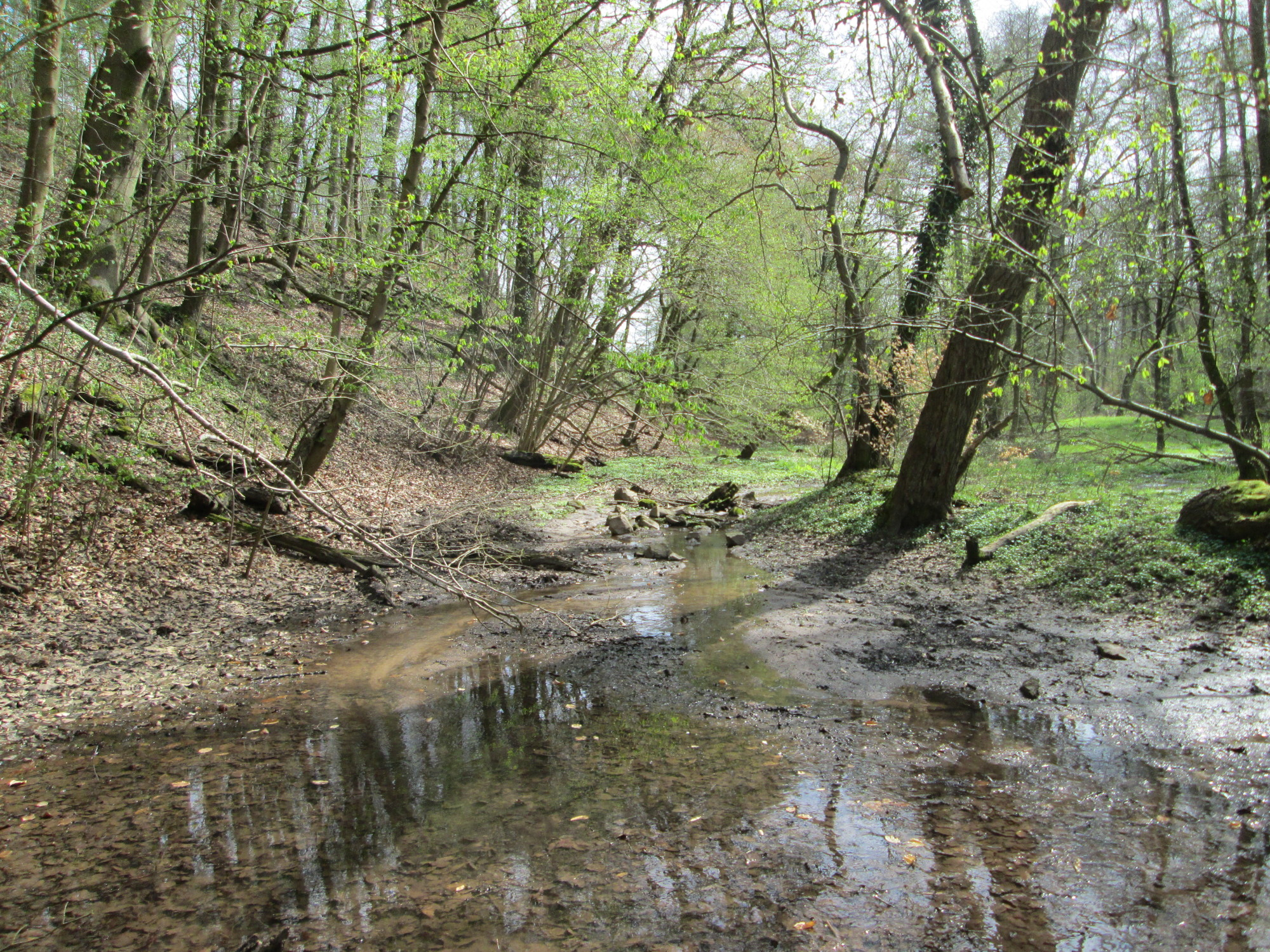
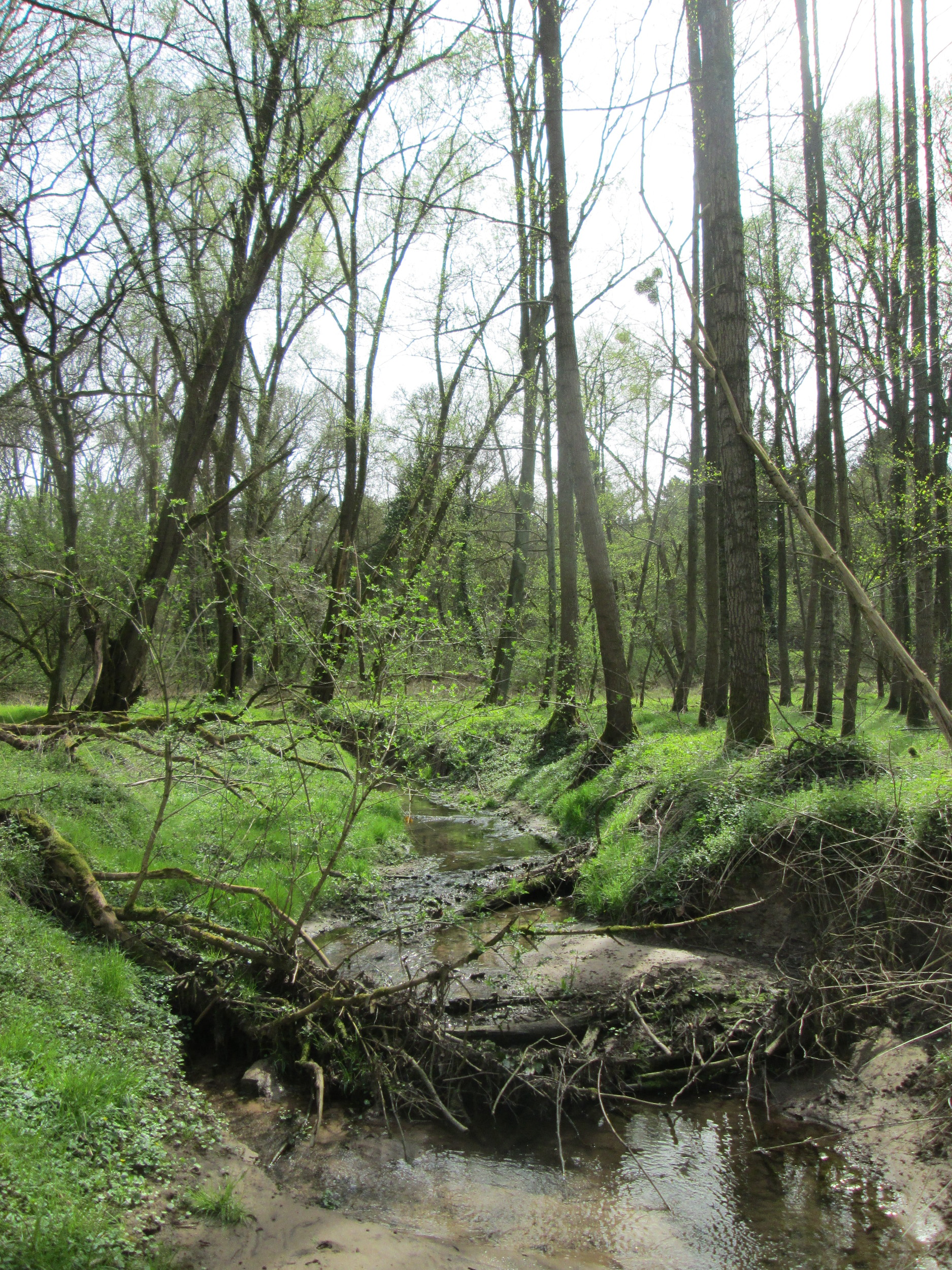
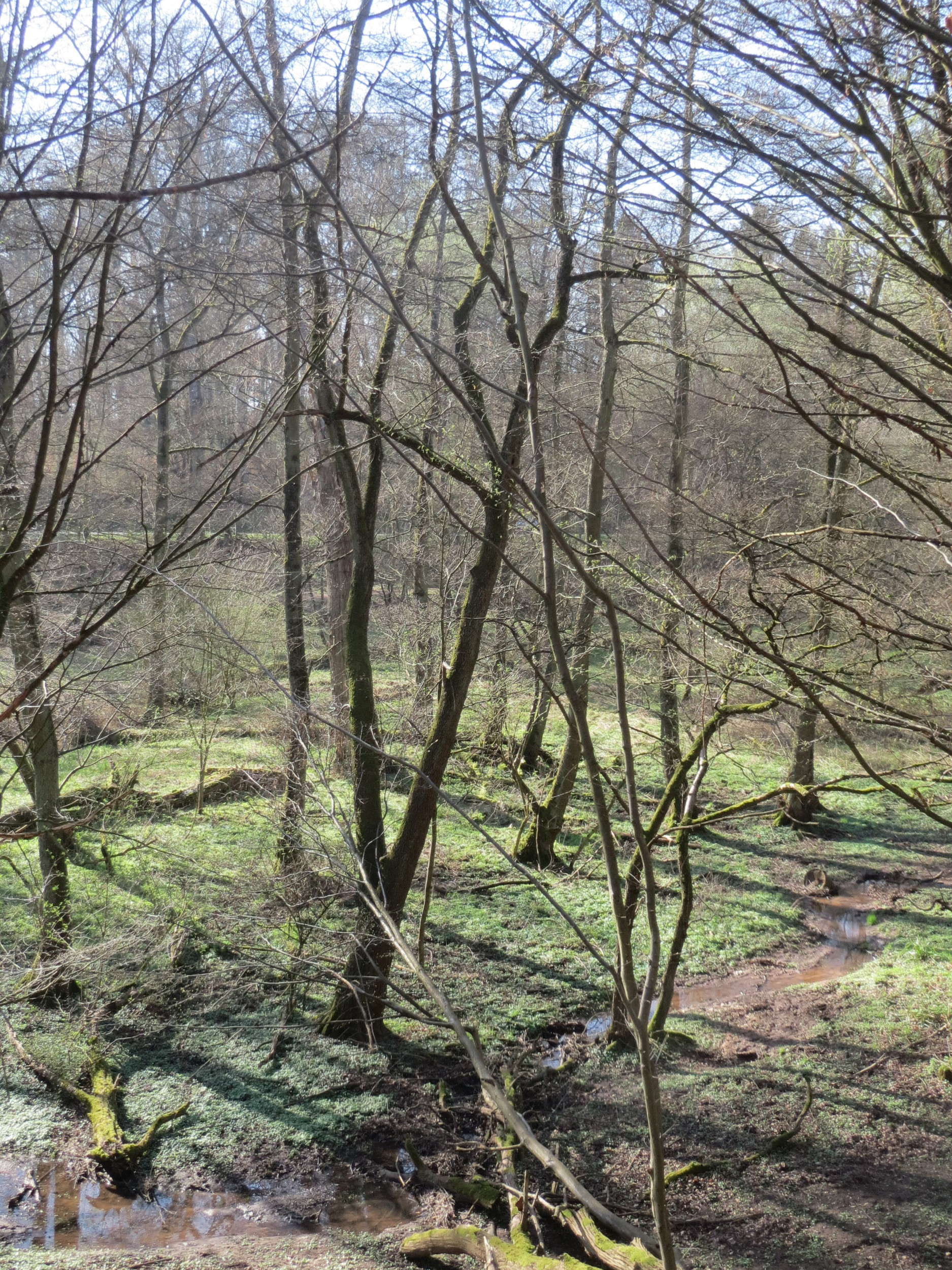
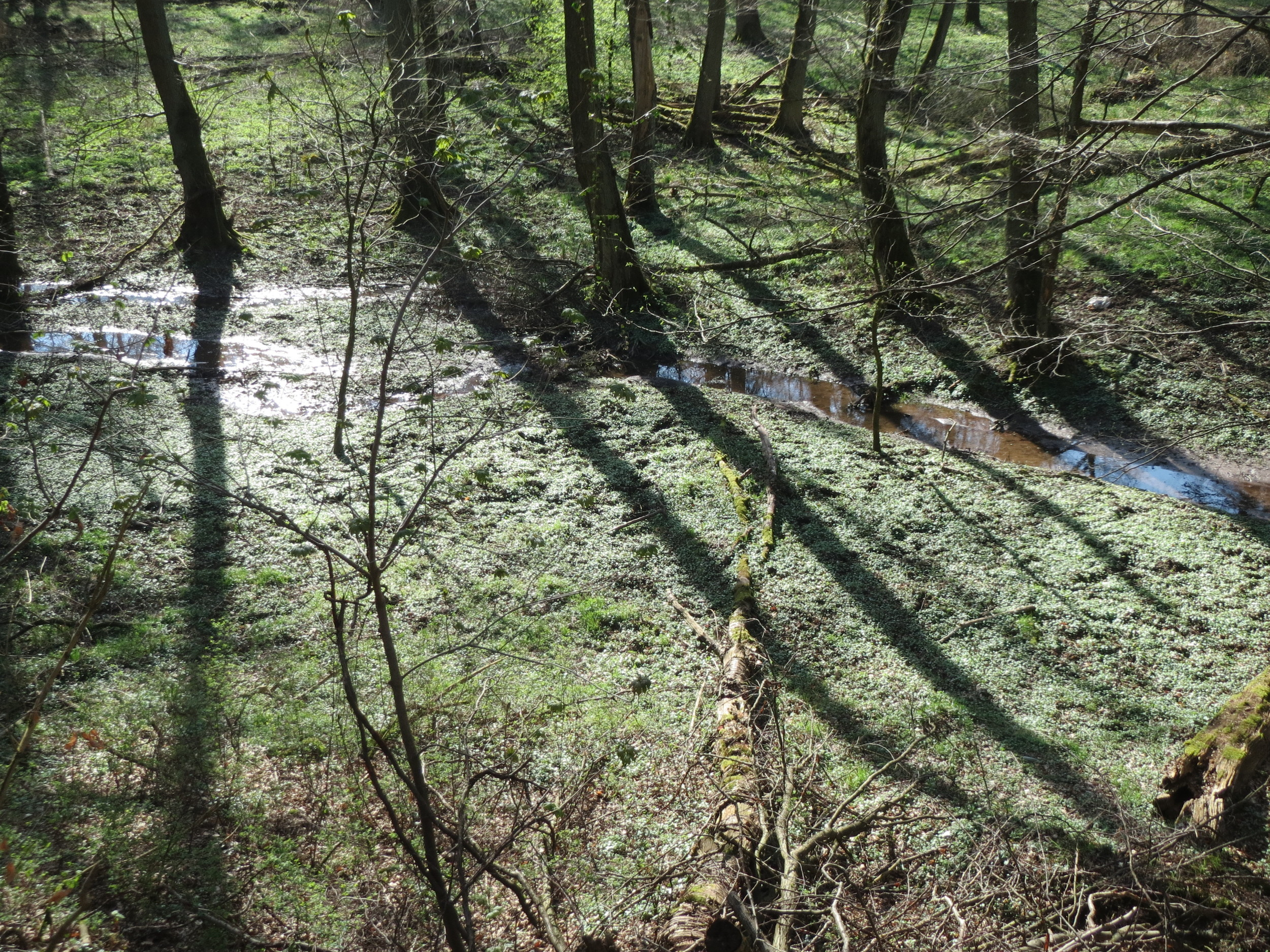